# 遺伝子座

染色体の構造
(1) 染色分体
(2) セントロメア
(3) 短腕
(4) 長腕

遺伝子座（いでんしざ、英: locus、複数形: loci）とは、遺伝学において、特定の遺伝子または遺伝子マーカーが存在する染色体上の特定の固定位置である。各染色体は多くの遺伝子を持ち、それぞれの遺伝子は異なる位置または遺伝子座を占めている。ヒトの場合、23本の染色体からなる完全な一倍体セットに含まれるタンパク質コード遺伝子の総数は、19,000～20,000個と推定される。また、遺伝子に該当しないような塩基配列・遺伝子マーカーの位置は座位（ざい）という。
遺伝子には対立遺伝子と呼ばれる複数の変異体が存在している場合があり、対立遺伝子は特定の遺伝子座に存在するとも言われている。二倍体や多倍体の細胞で、染色体の特定の遺伝子座に同じ対立遺伝子を持つものをその遺伝子座に関してホモ接合体と呼び、一方、異なる対立遺伝子を持つものをヘテロ接合体と呼ぶ。特定のゲノムについて知られている遺伝子座の順番付き一覧を遺伝子地図（gene map）と呼ぶ。遺伝子マッピングとは、特定の表現型または生物学的形質の生成に関与する特定の遺伝子座（1つまたは複数）を決定するプロセスである。

## 命名法

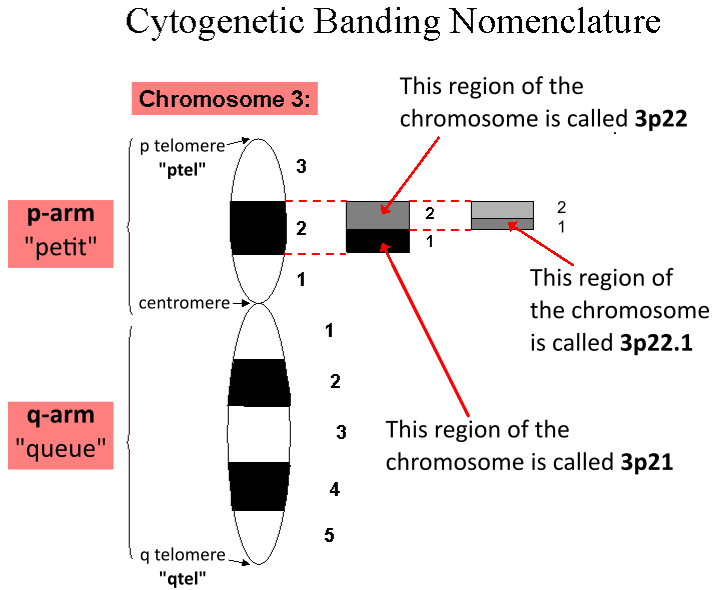
細胞遺伝学的バンドの命名法

染色体の短腕を p腕（p arm or p-arm）、長腕を q腕（q arm or q-arm）と呼ぶ。たとえば、典型的な遺伝子の染色体座は、3p22.1と書くことができる。ここで、
- 3 = 3番染色体（英語版）
- p = p腕
- 22 = リージョン2, バンド2 (「twenty-two」ではなく「two, two」と読む)
- 1 = サブバンド1。

したがって、上の例の遺伝子座全体は「three P two two point one」と読める。
細胞遺伝学的バンド（cytogenetic bands）とは、活発に転写されたDNA（ユークロマチン、真性染色質）またはパッケージ化されたDNA（ヘテロクロマチン、異質染色質）を多く含む染色体の領域である。それらは染色すると異なる色に見える（たとえばギムザ染色で、ユークロマチンは白く、ヘテロクロマチンは黒く見える）。それらは、セントロメアからテロメアに向かって数えられる。
| 要素 | 説明 |
| 3    | 染色体番号 |

細胞遺伝学的バンドの例を示す。NF2遺伝子の位置(赤)が示された22番染色体。

| p    | 染色体の短腕での位置（pはフランス語でpetitを意味するという説が一般的）、qは長腕での位置（アルファベットでpの次の文字として選ばれた。qは待ち行列(queue)を表し、フランス語の尾(tail)を意味するとも言われる）                                                                                         |
| 22.1 | 文字の後に続く数字は、腕の上での位置を表す。リージョン2、バンド2、サブバンド1というように。このバンドは、染色体を適切に染色すると顕微鏡下で見ることができる。各バンドには、セントロメアに最も近いバンドから1から始まる番号が付けられている。サブバンド、サブサブバンドはより高い解像度で見られる。 |

遺伝子座の範囲も同様の方法で指定する。たとえば、OCA1遺伝子の遺伝子座は「11q1.4-q2.1」と表記される。これは11番染色体の長腕で、リージョン1のサブバンド4からリージョン2のサブバンド1までの範囲のどこかにあることを意味する。
染色体の末端は「pter」と「qter」というラベルが付けられているので、「2qter」は2番染色体の長腕の末端を指す。

## 参照項目
- 染色体転座
- 細胞遺伝学的命名法（英語版）
- 核型
- ヌル対立遺伝子（英語版）
- ヒト細胞遺伝学的命名法に関する国際システム（英語版）